# Huevo de laurel
El huevo de laurel (también conocido como del naranjo) es un huevo de Fabergé esmaltado y de nefrita enjoyado fabricado bajo la supervisión del joyero ruso Peter Carl Fabergé

## Sorpresa
Al girar una palanca diminuta disfrazada de fruta, escondida entre las hojas del laurel, se activa la copa circular articulada del árbol y un pájaro cantor emplumado se eleva y bate las alas, gira la cabeza, abre el pico y canta.

## Historia
Basado en un naranjo mecánico francés del siglo XVIII, fue etiquetado incorrectamente como un naranjo durante algún tiempo, pero se confirmó como un laurel después de que se examinó la factura original de Fabergé. Fabergé cobró 12.800 rublos por el huevo.
Fue fabricado en 1911, para Nicolás II de Rusia, quien le regaló el huevo a su madre, la emperatriz viuda María Feodorovna, el 12 de abril de 1911.
Su equivalente de 1911, presentado a la Emperatriz, es el huevo del decimoquinto aniversario.
En 1917, el huevo fue confiscado por el Gobierno Provisional Ruso y trasladado del Palacio Anichkov al Kremlin. Fue vendido a Emanuel Snowman de la joyería Wartski alrededor de 1927.
En 1934, Wartski lo vendió a Allan Gibson Hughes por 950 libras esterlinas y lo recompró en 1939 después de la muerte de Gibson. El huevo tiene una caja ajustada con las iniciales AGH que probablemente se atribuye a este período de propiedad.
En 1947, fue vendido por Sotheby's en Londres por 1.650 libras esterlinas y luego pasó por varios propietarios diferentes, finalizando con la Sra. Mildred Kaplan. Se lo vendió a Malcolm Forbes en 1965 por 35.000 dólares, equivalente a 212.634 dólares en el momento de la venta de la Colección Forbes en 2004 a Víktor Vekselberg. Vekselberg compró unos nueve huevos imperiales, como parte de la colección, por casi 100 millones de dólares 
Ahora forma parte de la Colección Víktor Vekselberg, propiedad de la Fundación The Link of Times y se encuentra en el Museo Fabergé en San Petersburgo, Rusia.